# Interlands Schots voetbalelftal 1960-1969
Deze pagina toont een chronologisch en gedetailleerd overzicht van de interlands die het Schots voetbalelftal heeft gespeeld in de periode 1960 – 1969.

## Interlands

### 1960
|                                                                                    |                   |       |                           |                                                                               |
| 9 april British Home Championship 1959/60 № 275 «onderlinge duels» 15:00 uur (UTC) | Schotland         | 1 – 1 | Engeland                  | Hampden Park, Glasgow Toeschouwers: 129.193 Scheidsrechter: Jenő Sramkó (HUN) |
| 9 april British Home Championship 1959/60 № 275 «onderlinge duels» 15:00 uur (UTC) | Graham Leggat 16' |       | 49' (pen.) Bobby Charlton | Hampden Park, Glasgow Toeschouwers: 129.193 Scheidsrechter: Jenő Sramkó (HUN) |

|                                                                    |                               |       |                                                               |                                                                                 |
| 4 mei Vriendschappelijk № 276 «onderlinge duels» 19:00 uur (UTC+1) | Schotland                     | 2 – 3 | Polen                                                         | Hampden Park, Glasgow Toeschouwers: 29.643 Scheidsrechter: Arthur Holland (ENG) |
| 4 mei Vriendschappelijk № 276 «onderlinge duels» 19:00 uur (UTC+1) | Denis Law 24' Ian St John 47' |       | 12' Krzysztof Baszkiewicz 29' Lucjan Brychczy 60' Ernest Pohl | Hampden Park, Glasgow Toeschouwers: 29.643 Scheidsrechter: Arthur Holland (ENG) |

|                                                                     |                                             |       |                 |                                                                              |
| 29 mei Vriendschappelijk № 277 «onderlinge duels» 16:30 uur (UTC+1) | Oostenrijk                                  | 4 – 1 | Schotland       | Praterstadion, Wenen Toeschouwers: 55.000 Scheidsrechter: Albert Dusch (FRG) |
| 29 mei Vriendschappelijk № 277 «onderlinge duels» 16:30 uur (UTC+1) | Gerhard Hanappi 28', 32' Erich Hof 44', 62' |       | 76' Dave Mackay | Praterstadion, Wenen Toeschouwers: 55.000 Scheidsrechter: Albert Dusch (FRG) |

|                                                                     |                                                    |       |                                                       |                                                                               |
| 5 juni Vriendschappelijk № 278 «onderlinge duels» 17:30 uur (UTC+1) | Hongarije                                          | 3 – 3 | Schotland                                             | Népstadion, Boedapest Toeschouwers: 85.000 Scheidsrechter: Arthur Ellis (ENG) |
| 5 juni Vriendschappelijk № 278 «onderlinge duels» 17:30 uur (UTC+1) | Károly Sándor 19' János Göröcs 71' Lajos Tichy 92' |       | 34' Willie Hunter 62' George Herd 66' Alexander Young | Népstadion, Boedapest Toeschouwers: 85.000 Scheidsrechter: Arthur Ellis (ENG) |

|                                                                     |                                                                |       |                                            |                                                                                         |
| 8 juni Vriendschappelijk № 279 «onderlinge duels» 16:30 uur (UTC+2) | Turkije                                                        | 4 – 2 | Schotland                                  | Ankara 19 Mayısstadion, Ankara Toeschouwers: 22.507 Scheidsrechter: Erich Steiner (AUT) |
| 8 juni Vriendschappelijk № 279 «onderlinge duels» 16:30 uur (UTC+2) | Metin Oktay 9' Lefter Küçükandonyadis 33', 52' Şenol Birol 63' |       | 12' (pen.) Eric Caldow 72' Alexander Young | Ankara 19 Mayısstadion, Ankara Toeschouwers: 22.507 Scheidsrechter: Erich Steiner (AUT) |

|                                                                                       |                                |       |           |                                                                                |
| 22 oktober British Home Championship 1960/61 № 280 «onderlinge duels» 15:00 uur (UTC) | Wales                          | 2 – 0 | Schotland | Ninian Park, Cardiff Toeschouwers: 55.000 Scheidsrechter: Arthur Holland (ENG) |
| 22 oktober British Home Championship 1960/61 № 280 «onderlinge duels» 15:00 uur (UTC) | Cliff Jones 44' Roy Vernon 73' |       |           | Ninian Park, Cardiff Toeschouwers: 55.000 Scheidsrechter: Arthur Holland (ENG) |

|                                                                                       |                                                                              |       |                                                   |                                                                               |
| 9 november British Home Championship 1960/61 № 281 «onderlinge duels» 14:30 uur (UTC) | Schotland                                                                    | 5 – 2 | Noord-Ierland                                     | Hampden Park, Glasgow Toeschouwers: 34.564 Scheidsrechter: Kevin Howley (ENG) |
| 9 november British Home Championship 1960/61 № 281 «onderlinge duels» 14:30 uur (UTC) | Denis Law 8' Eric Caldow 43' (pen.) Alexander Young 72' Ralph Brand 80' (90) |       | 48' (pen.) Danny Blanchflower 84' Peter McParland | Hampden Park, Glasgow Toeschouwers: 34.564 Scheidsrechter: Kevin Howley (ENG) |

### 1961
|                                                                                       | |       |                                                |                                                                                    |
| 15 april British Home Championship 1960/61 № 282 «onderlinge duels» 15:00 uur (UTC+1) | Engeland                                                                                                  | 9 – 3 | Schotland                                      | Wembley Stadium, Londen Toeschouwers: 97.350 Scheidsrechter: Marcel Lequesne (FRA) |
| 15 april British Home Championship 1960/61 № 282 «onderlinge duels» 15:00 uur (UTC+1) | Bobby Robson 9' Jimmy Greaves 21', 30', 83' Bryan Douglas 55' Bobby Smith 73', 85' Johnny Haynes 78', 82' |       | 49' Dave Mackay 54' Davie Wilson 75' Pat Quinn | Wembley Stadium, Londen Toeschouwers: 97.350 Scheidsrechter: Marcel Lequesne (FRA) |

|                                                                       |                                          |       |                 |                                                                                 |
| 3 mei WK 1962 kwalificatie № 283 «onderlinge duels» 19:00 uur (UTC+1) | Schotland                                | 4 – 1 | Ierland         | Hampden Park, Glasgow Toeschouwers: 46.696 Scheidsrechter: Maurice Guigue (FRA) |
| 3 mei WK 1962 kwalificatie № 283 «onderlinge duels» 19:00 uur (UTC+1) | Ralph Brand 14', 40' David Herd 59', 85' |       | 52' Joe Haverty | Hampden Park, Glasgow Toeschouwers: 46.696 Scheidsrechter: Maurice Guigue (FRA) |

|                                                                       |         |                                         |           |                                                                                   |
| 7 mei WK 1962 kwalificatie № 284 «onderlinge duels» 15:30 uur (UTC+1) | Ierland | 0 – 3                                   | Schotland | Dalymount Park, Dublin Toeschouwers: 36.000 Scheidsrechter: Gaston Grandain (BEL) |
| 7 mei WK 1962 kwalificatie № 284 «onderlinge duels» 15:30 uur (UTC+1) |         | 4', 16' Alexander Young 86' Ralph Brand |           | Dalymount Park, Dublin Toeschouwers: 36.000 Scheidsrechter: Gaston Grandain (BEL) |

|                                                                        |                                                                             |       |           |                                                                                |
| 14 mei WK 1962 kwalificatie № 285 «onderlinge duels» 16:00 uur (UTC+1) | Tsjecho-Slowakije                                                           | 4 – 0 | Schotland | Tehelné pole, Bratislava Toeschouwers: 48. Scheidsrechter: Erich Steiner (AUT) |
| 14 mei WK 1962 kwalificatie № 285 «onderlinge duels» 16:00 uur (UTC+1) | Tomáš Pospíchal 8' Andrej Kvašňák 13' Josef Kadraba 40' Tomáš Pospíchal 85' |       |           | Tehelné pole, Bratislava Toeschouwers: 48. Scheidsrechter: Erich Steiner (AUT) |

|                                                                              |                                    |       |                                     |                                                                                 |
| 26 september WK 1962 kwalificatie № 286 «onderlinge duels» 16:30 uur (UTC+1) | Schotland                          | 3 – 2 | Tsjecho-Slowakije                   | Hampden Park, Glasgow Toeschouwers: 51.590 Scheidsrechter: Leif Gulliksen (NOR) |
| 26 september WK 1962 kwalificatie № 286 «onderlinge duels» 16:30 uur (UTC+1) | Ian St John 21' Denis Law 62', 83' |       | 6' Andrej Kvašňák 51' Adolf Scherer | Hampden Park, Glasgow Toeschouwers: 51.590 Scheidsrechter: Leif Gulliksen (NOR) |

|                                                                                        |                    |       |                                                                |                                                                               |
| 7 oktober British Home Championship 1961/62 № 287 «onderlinge duels» 15:00 uur (UTC+1) | Noord-Ierland      | 1 – 6 | Schotland                                                      | Windsor Park, Belfast Toeschouwers: 41.000 Scheidsrechter: James Finney (ENG) |
| 7 oktober British Home Championship 1961/62 № 287 «onderlinge duels» 15:00 uur (UTC+1) | Jim McLaughlin 17' |       | 14' Davie Wilson 34', 53', 79' Alex Scott 38', 69' Ralph Brand | Windsor Park, Belfast Toeschouwers: 41.000 Scheidsrechter: James Finney (ENG) |

|                                                                                       |                      |       |       |                                                                                 |
| 8 november British Home Championship 1961/62 № 288 «onderlinge duels» 19:30 uur (UTC) | Schotland            | 2 – 0 | Wales | Hampden Park, Glasgow Toeschouwers: 74.329 Scheidsrechter: Arthur Holland (ENG) |
| 8 november British Home Championship 1961/62 № 288 «onderlinge duels» 19:30 uur (UTC) | Ian St John 22', 50' |       |       | Hampden Park, Glasgow Toeschouwers: 74.329 Scheidsrechter: Arthur Holland (ENG) |

|                                                                             |                                                                           |       |                      |                                                                                |
| 29 november WK 1962 kwalificatie № 289 «onderlinge duels» 14:30 uur (UTC+1) | Tsjecho-Slowakije                                                         | 4 – 2 | Schotland            | Heizelstadion, Brussel Toeschouwers: 7.976 Scheidsrechter: Gérard Versyp (BEL) |
| 29 november WK 1962 kwalificatie № 289 «onderlinge duels» 14:30 uur (UTC+1) | Jiří Hledík 70' Adolf Scherer 84' Tomáš Pospíchal 95' Andrej Kvašňák 101' |       | 38', 71' Ian St John | Heizelstadion, Brussel Toeschouwers: 7.976 Scheidsrechter: Gérard Versyp (BEL) |

### 1962
|                                                                                       |                                         |       |          |                                                                            |
| 14 april British Home Championship 1961/62 № 290 «onderlinge duels» 15:00 uur (UTC+1) | Schotland                               | 2 – 0 | Engeland | Hampden Park, Glasgow Toeschouwers: 132.441 Scheidsrechter: Leo Horn (NED) |
| 14 april British Home Championship 1961/62 № 290 «onderlinge duels» 15:00 uur (UTC+1) | Davie Wilson 13' Eric Caldow 88' (pen.) |       |          | Hampden Park, Glasgow Toeschouwers: 132.441 Scheidsrechter: Leo Horn (NED) |

|                                                                    |                                |       |         |                                                                                 |
| 2 mei Vriendschappelijk № 291 «onderlinge duels» 19:00 uur (UTC+1) | Schotland                      | 2 – 3 | Uruguay | Hampden Park, Glasgow Toeschouwers: 67.181 Scheidsrechter: Arthur Holland (ENG) |
| 2 mei Vriendschappelijk № 291 «onderlinge duels» 19:00 uur (UTC+1) | Jim Baxter 74' Ralph Brand 88' |       | ?       | Hampden Park, Glasgow Toeschouwers: 67.181 Scheidsrechter: Arthur Holland (ENG) |

|                                                                                         |                                     |       |                                                           |                                                                                 |
| 20 oktober British Home Championship 1962/63 № 292 «onderlinge duels» 15:00 uur (UTC+1) | Wales                               | 2 – 3 | Schotland                                                 | Ninian Park, Cardiff Toeschouwers: 50.000 Scheidsrechter: Kenneth Dagnall (ENG) |
| 20 oktober British Home Championship 1962/63 № 292 «onderlinge duels» 15:00 uur (UTC+1) | Ivor Allchurch 40' John Charles 87' |       | 19' (pen.) Eric Caldow 62' Denis Law 77' Willie Henderson | Ninian Park, Cardiff Toeschouwers: 50.000 Scheidsrechter: Kenneth Dagnall (ENG) |

|                                                                                       |                                                   |       |                  |                                                                               |
| 7 november British Home Championship 1962/63 № 293 «onderlinge duels» 19:30 uur (UTC) | Schotland                                         | 5 – 1 | Noord-Ierland    | Hampden Park, Glasgow Toeschouwers: 58.734 Scheidsrechter: James Finney (ENG) |
| 7 november British Home Championship 1962/63 № 293 «onderlinge duels» 19:30 uur (UTC) | Denis Law 40', 60', 73', 86' Willie Henderson 76' |       | 8' Billy Bingham | Hampden Park, Glasgow Toeschouwers: 58.734 Scheidsrechter: James Finney (ENG) |

### 1963
|                                                                                      |                   |       |                            |                                                                             |
| 6 april British Home Championship 1962/63 № 294 «onderlinge duels» 15:00 uur (UTC+1) | Engeland          | 1 – 2 | Schotland                  | Wembley Stadium, Londen Toeschouwers: 98.606 Scheidsrechter: Leo Horn (NED) |
| 6 april British Home Championship 1962/63 № 294 «onderlinge duels» 15:00 uur (UTC+1) | Bryan Douglas 80' |       | 28', 30' (pen.) Jim Baxter | Wembley Stadium, Londen Toeschouwers: 98.606 Scheidsrechter: Leo Horn (NED) |

|                                                                    |                                          |       |                  |                                                                               |
| 8 mei Vriendschappelijk № 295 «onderlinge duels» 19:30 uur (UTC+1) | Schotland                                | 4 – 1 | Oostenrijk       | Hampden Park, Glasgow Toeschouwers: 94.596 Scheidsrechter: James Finney (ENG) |
| 8 mei Vriendschappelijk № 295 «onderlinge duels» 19:30 uur (UTC+1) | Davie Wilson 16', 27' Denis Law 28', 71' |       | 77' Toni Linhart | Hampden Park, Glasgow Toeschouwers: 94.596 Scheidsrechter: James Finney (ENG) |

|                                                                     |                                                                   |       |                         |                                                                                  |
| 4 juni Vriendschappelijk № 296 «onderlinge duels» 19:00 uur (UTC+2) | Noorwegen                                                         | 4 – 3 | Schotland               | Brannstadion, Bergen Toeschouwers: 23.000 Scheidsrechter: Haukur Óskarsson (ISL) |
| 4 juni Vriendschappelijk № 296 «onderlinge duels» 19:00 uur (UTC+2) | Olav Nilsen 5' Erik Johansen 60' Arne Pedersen 81' John Krogh 83' |       | 14', 22', 76' Denis Law | Brannstadion, Bergen Toeschouwers: 23.000 Scheidsrechter: Haukur Óskarsson (ISL) |

|                                                                     |                  |       |           |                                                                                |
| 9 juni Vriendschappelijk № 297 «onderlinge duels» 15:30 uur (UTC+1) | Ierland          | 1 – 0 | Schotland | Dalymount Park, Dublin Toeschouwers: 26.000 Scheidsrechter: Kevin Howley (ENG) |
| 9 juni Vriendschappelijk № 297 «onderlinge duels» 15:30 uur (UTC+1) | Noel Cantwell 6' |       |           | Dalymount Park, Dublin Toeschouwers: 26.000 Scheidsrechter: Kevin Howley (ENG) |

|                                                                      |                                            |       |                                                                                               |                                                                                               |
| 13 juni Vriendschappelijk № 298 «onderlinge duels» 20:30 uur (UTC+1) | Spanje                                     | 2 – 6 | Schotland                                                                                     | Estadio Santiago Bernabéu, Madrid Toeschouwers: 40.000 Scheidsrechter: Giulio Campanati (ITA) |
| 13 juni Vriendschappelijk № 298 «onderlinge duels» 20:30 uur (UTC+1) | Adelardo Rodríguez 8' Willie Henderson 51' |       | 15' Denis Law 16' Dave Gibson 18' Frank McLintock 32' Davie Wilson 43' Veloso 83' Ian St John | Estadio Santiago Bernabéu, Madrid Toeschouwers: 40.000 Scheidsrechter: Giulio Campanati (ITA) |

|                                                                                         |                                    |       |                 |                                                                              |
| 12 oktober British Home Championship 1963/64 № 299 «onderlinge duels» 15:00 uur (UTC+1) | Noord-Ierland                      | 2 – 1 | Schotland       | Windsor Park, Belfast Toeschouwers: 39.000 Scheidsrechter: Jack Taylor (ENG) |
| 12 oktober British Home Championship 1963/64 № 299 «onderlinge duels» 15:00 uur (UTC+1) | Billy Bingham 26' Sammy Wilson 63' |       | 50' Ian St John | Windsor Park, Belfast Toeschouwers: 39.000 Scheidsrechter: Jack Taylor (ENG) |

|                                                                       |                                                   |       |                      |                                                                               |
| 7 november Vriendschappelijk № 300 «onderlinge duels» 19:30 uur (UTC) | Schotland                                         | 6 – 1 | Noorwegen            | Hampden Park, Glasgow Toeschouwers: 35.416 Scheidsrechter: Kevin Howley (ENG) |
| 7 november Vriendschappelijk № 300 «onderlinge duels» 19:30 uur (UTC) | Denis Law 19', 43', 60', 83' Dave Mackay 74', 76' |       | 7' Per Kristoffersen | Hampden Park, Glasgow Toeschouwers: 35.416 Scheidsrechter: Kevin Howley (ENG) |

|                                                                                        |                              |       |                  |                                                                                |
| 20 november British Home Championship 1963/64 № 301 «onderlinge duels» 19:30 uur (UTC) | Schotland                    | 2 – 1 | Wales            | Hampden Park, Glasgow Toeschouwers: 56.067 Scheidsrechter: Bill Clements (ENG) |
| 20 november British Home Championship 1963/64 № 301 «onderlinge duels» 19:30 uur (UTC) | John White 44' Denis Law 48' |       | 60' Barrie Jones | Hampden Park, Glasgow Toeschouwers: 56.067 Scheidsrechter: Bill Clements (ENG) |

### 1964
|                                                                                       |                  |       |          |                                                                            |
| 11 april British Home Championship 1963/64 № 302 «onderlinge duels» 15:00 uur (UTC+1) | Schotland        | 1 – 0 | Engeland | Hampden Park, Glasgow Toeschouwers: 133.245 Scheidsrechter: Leo Horn (NED) |
| 11 april British Home Championship 1963/64 № 302 «onderlinge duels» 15:00 uur (UTC+1) | Alan Gilzean 78' |       |          | Hampden Park, Glasgow Toeschouwers: 133.245 Scheidsrechter: Leo Horn (NED) |

|                                                                     |                     |       |                       |                                                                                         |
| 12 mei Vriendschappelijk № 303 «onderlinge duels» 18:00 uur (UTC+1) | West-Duitsland      | 2 – 2 | Schotland             | Niedersachsenstadion, Hannover Toeschouwers: 65.000 Scheidsrechter: Einer Poulsen (DEN) |
| 12 mei Vriendschappelijk № 303 «onderlinge duels» 18:00 uur (UTC+1) | Uwe Seeler 32', 33' |       | 66', 85' Alan Gilzean | Niedersachsenstadion, Hannover Toeschouwers: 65.000 Scheidsrechter: Einer Poulsen (DEN) |

|                                                                      |                                 |       |                                     |                                                                              |
| 3 oktober British Home Championship 1964/65 № 304 «onderlinge duels» | Wales                           | 3 – 2 | Schotland                           | Ninian Park, Cardiff Toeschouwers: 37.093 Scheidsrechter: Kevin Howley (ENG) |
| 3 oktober British Home Championship 1964/65 № 304 «onderlinge duels» | Wyn Davies 6' Ken Leek 87', 98' |       | 28' Stevie Chalmers 29' Dave Gibson | Ninian Park, Cardiff Toeschouwers: 37.093 Scheidsrechter: Kevin Howley (ENG) |

|                                                                            |                                                  |       |                     |                                                                                |
| 21 oktober WK 1966 kwalificatie № 305 «onderlinge duels» 19:30 uur (UTC+1) | Schotland                                        | 3 – 1 | Finland             | Hampden Park, Glasgow Toeschouwers: 54.442 Scheidsrechter: Joseph Hannet (BEL) |
| 21 oktober WK 1966 kwalificatie № 305 «onderlinge duels» 19:30 uur (UTC+1) | Denis Law 2' Stevie Chalmers 38' Dave Gibson 42' |       | 70' Juhani Peltonen | Hampden Park, Glasgow Toeschouwers: 54.442 Scheidsrechter: Joseph Hannet (BEL) |

|                                                                                          |                                        |       |                                  |                                                                                 |
| 25 november British Home Championship 1964/65 № 306 «onderlinge duels» 19:30 uur (UTC+1) | Schotland                              | 3 – 2 | Noord-Ierland                    | Hampden Park, Glasgow Toeschouwers: 48.752 Scheidsrechter: Godfrey Powell (WAL) |
| 25 november British Home Championship 1964/65 № 306 «onderlinge duels» 19:30 uur (UTC+1) | Davie Wilson 10', 30' Alan Gilzean 16' |       | 9' George Best 18' Willie Irvine | Hampden Park, Glasgow Toeschouwers: 48.752 Scheidsrechter: Godfrey Powell (WAL) |

### 1965
|                                                                                       |                                      |       |                               |                                                                                 |
| 10 april British Home Championship 1964/65 № 307 «onderlinge duels» 15:00 uur (UTC+1) | Engeland                             | 2 – 2 | Schotland                     | Wembley Stadium, Londen Toeschouwers: 98.199 Scheidsrechter: István Zsolt (HUN) |
| 10 april British Home Championship 1964/65 № 307 «onderlinge duels» 15:00 uur (UTC+1) | Bobby Charlton 24' Jimmy Greaves 34' |       | 40' Denis Law 59' Ian St John | Wembley Stadium, Londen Toeschouwers: 98.199 Scheidsrechter: István Zsolt (HUN) |

|                                                                    |           |       |        |                                                                               |
| 8 mei Vriendschappelijk № 308 «onderlinge duels» 19:00 uur (UTC+1) | Schotland | 0 – 0 | Spanje | Hampden Park, Glasgow Toeschouwers: 60.146 Scheidsrechter: Kevin Howley (ENG) |
| 8 mei Vriendschappelijk № 308 «onderlinge duels» 19:00 uur (UTC+1) |           |       |        | Hampden Park, Glasgow Toeschouwers: 60.146 Scheidsrechter: Kevin Howley (ENG) |

|                                                                        |                   |       |               |                                                                                 |
| 23 mei WK 1966 kwalificatie № 309 «onderlinge duels» 18:00 uur (UTC+1) | Polen             | 1 – 1 | Schotland     | Śląskistadion, Chorzów Toeschouwers: 67.462 Scheidsrechter: Sergey Alimov (URS) |
| 23 mei WK 1966 kwalificatie № 309 «onderlinge duels» 18:00 uur (UTC+1) | Roman Lentner 52' |       | 76' Denis Law | Śląskistadion, Chorzów Toeschouwers: 67.462 Scheidsrechter: Sergey Alimov (URS) |

|                                                                        |                     |       |                                 |                                                                                     |
| 27 mei WK 1966 kwalificatie № 310 «onderlinge duels» 17:00 uur (UTC+2) | Finland             | 1 – 2 | Schotland                       | Olympisch Stadion, Helsinki Toeschouwers: 20.162 Scheidsrechter: Erwin Vetter (DDR) |
| 27 mei WK 1966 kwalificatie № 310 «onderlinge duels» 17:00 uur (UTC+2) | Martti Hyvärinen 5' |       | 37' Davie Wilson 50' John Greig | Olympisch Stadion, Helsinki Toeschouwers: 20.162 Scheidsrechter: Erwin Vetter (DDR) |

|                                                                                        |                                                       |       |                       |                                                                              |
| 2 oktober British Home Championship 1965/66 № 311 «onderlinge duels» 15:00 uur (UTC+2) | Noord-Ierland                                         | 3 – 2 | Schotland             | Windsor Park, Belfast Toeschouwers: 50.000 Scheidsrechter: Jack Taylor (ENG) |
| 2 oktober British Home Championship 1965/66 № 311 «onderlinge duels» 15:00 uur (UTC+2) | Derek Dougan 42' Johnny Crossan 60' Willie Irvine 89' |       | 17', 81' Alan Gilzean | Windsor Park, Belfast Toeschouwers: 50.000 Scheidsrechter: Jack Taylor (ENG) |

|                                                                            |                   |       |                                 |                                                                                  |
| 13 oktober WK 1966 kwalificatie № 312 «onderlinge duels» 19:30 uur (UTC+1) | Schotland         | 1 – 2 | Polen                           | Hampden Park, Glasgow Toeschouwers: 107.580 Scheidsrechter: Hasse Carlsson (SWE) |
| 13 oktober WK 1966 kwalificatie № 312 «onderlinge duels» 19:30 uur (UTC+1) | Billy McNeill 13' |       | 85' Ernest Pohl 87' Jerzy Sadek | Hampden Park, Glasgow Toeschouwers: 107.580 Scheidsrechter: Hasse Carlsson (SWE) |

|                                                                          |                |       |        |                                                                                    |
| 9 november WK 1966 kwalificatie № 313 «onderlinge duels» 19:30 uur (UTC) | Schotland      | 1 – 0 | Italië | Hampden Park, Glasgow Toeschouwers: 100.393 Scheidsrechter: Rudolf Kreitlein (FRG) |
| 9 november WK 1966 kwalificatie № 313 «onderlinge duels» 19:30 uur (UTC) | John Greig 88' |       |        | Hampden Park, Glasgow Toeschouwers: 100.393 Scheidsrechter: Rudolf Kreitlein (FRG) |

|                                                                                        |                                                            |       |                    |                                                                               |
| 24 november British Home Championship 1965/66 № 314 «onderlinge duels» 19:30 uur (UTC) | Schotland                                                  | 4 – 1 | Wales              | Hampden Park, Glasgow Toeschouwers: 49.888 Scheidsrechter: James Finney (ENG) |
| 24 november British Home Championship 1965/66 № 314 «onderlinge duels» 19:30 uur (UTC) | Bobby Murdoch 11', 22' Willie Henderson 15' John Greig 86' |       | 14' Ivor Allchurch | Hampden Park, Glasgow Toeschouwers: 49.888 Scheidsrechter: James Finney (ENG) |

|                                                                            |                                                         |       |           |                                                                                  |
| 7 december WK 1966 kwalificatie № 315 «onderlinge duels» 14:30 uur (UTC+1) | Italië                                                  | 3 – 0 | Schotland | Stadio San Paolo, Napels Toeschouwers: 68.873 Scheidsrechter: István Zsolt (HUN) |
| 7 december WK 1966 kwalificatie № 315 «onderlinge duels» 14:30 uur (UTC+1) | Ezio Pascutti 38' Giacinto Facchetti 73' Bruno Mora 89' |       |           | Stadio San Paolo, Napels Toeschouwers: 68.873 Scheidsrechter: István Zsolt (HUN) |

### 1966
|                                                                                      |                                        |       |                                                        |                                                                                  |
| 2 april British Home Championship 1965/66 № 316 «onderlinge duels» 15:00 uur (UTC+1) | Schotland                              | 3 – 4 | Engeland                                               | Hampden Park, Glasgow Toeschouwers: 123.052 Scheidsrechter: Henri Faucheux (FRA) |
| 2 april British Home Championship 1965/66 № 316 «onderlinge duels» 15:00 uur (UTC+1) | Denis Law 41' Jimmy Johnstone 62', 81' |       | 18' Geoff Hurst 34', 47' Roger Hunt 73' Bobby Charlton | Hampden Park, Glasgow Toeschouwers: 123.052 Scheidsrechter: Henri Faucheux (FRA) |

|                                                                     |           |                                                  |           |                                                                                  |
| 11 mei Vriendschappelijk № 317 «onderlinge duels» 19:30 uur (UTC+1) | Schotland | 0 – 3                                            | Nederland | Hampden Park, Glasgow Toeschouwers: 16.513 Scheidsrechter: Kenneth Dagnall (ENG) |
| 11 mei Vriendschappelijk № 317 «onderlinge duels» 19:30 uur (UTC+1) |           | 14' Klaas Nuninga 52', 84' Willy van der Kuijlen |           | Hampden Park, Glasgow Toeschouwers: 16.513 Scheidsrechter: Kenneth Dagnall (ENG) |

|                                                                      |           |                         |          |                                                                                |
| 18 juni Vriendschappelijk № 318 «onderlinge duels» 19:30 uur (UTC+1) | Schotland | 0 – 1                   | Portugal | Hampden Park, Glasgow Toeschouwers: 23.332 Scheidsrechter: George McCabe (ENG) |
| 18 juni Vriendschappelijk № 318 «onderlinge duels» 19:30 uur (UTC+1) |           | 72' José Augusto Torres |          | Hampden Park, Glasgow Toeschouwers: 23.332 Scheidsrechter: George McCabe (ENG) |

|                                                                      |                    |       |              |                                                                               |
| 25 juni Vriendschappelijk № 319 «onderlinge duels» 19:30 uur (UTC+1) | Schotland          | 1 – 1 | Brazilië     | Hampden Park, Glasgow Toeschouwers: 74.933 Scheidsrechter: James Finney (ENG) |
| 25 juni Vriendschappelijk № 319 «onderlinge duels» 19:30 uur (UTC+1) | Stevie Chalmers 1' |       | 15' Servílio | Hampden Park, Glasgow Toeschouwers: 74.933 Scheidsrechter: James Finney (ENG) |

| |                |       |               |                                                                                 |
| 22 oktober British Home Championship 1966/67 / EK 1968 kwalificatie № 320 «onderlinge duels» 15:00 uur (UTC+1) | Wales          | 1 – 1 | Schotland     | Ninian Park, Cardiff Toeschouwers: 33.269 Scheidsrechter: Kenneth Dagnall (ENG) |
| 22 oktober British Home Championship 1966/67 / EK 1968 kwalificatie № 320 «onderlinge duels» 15:00 uur (UTC+1) | Ron Davies 76' |       | 87' Denis Law | Ninian Park, Cardiff Toeschouwers: 33.269 Scheidsrechter: Kenneth Dagnall (ENG) |

| |                                    |       |                    |                                                                              |
| 16 november British Home Championship 1966/67 / EK 1968 kwalificatie № 321 «onderlinge duels» 20:00 uur (UTC) | Schotland                          | 2 – 1 | Noord-Ierland      | Hampden Park, Glasgow Toeschouwers: 45.281 Scheidsrechter: Jack Taylor (ENG) |
| 16 november British Home Championship 1966/67 / EK 1968 kwalificatie № 321 «onderlinge duels» 20:00 uur (UTC) | Bobby Murdoch 14' Bobby Lennox 35' |       | 9' Jimmy Nicholson | Hampden Park, Glasgow Toeschouwers: 45.281 Scheidsrechter: Jack Taylor (ENG) |

### 1967
| |                                     |       |                                                  |                                                                                        |
| 15 april British Home Championship 1966/67 / EK 1968 kwalificatie № 322 «onderlinge duels» 15:00 uur (UTC+1) | Engeland                            | 2 – 3 | Schotland                                        | Wembley Stadium, Londen Toeschouwers: 99.063 Scheidsrechter: Gerhard Schulenburg (FRG) |
| 15 april British Home Championship 1966/67 / EK 1968 kwalificatie № 322 «onderlinge duels» 15:00 uur (UTC+1) | Jackie Charlton 84' Geoff Hurst 88' |       | 27' Denis Law 78' Bobby Lennox 87' Jim McCalliog | Wembley Stadium, Londen Toeschouwers: 99.063 Scheidsrechter: Gerhard Schulenburg (FRG) |

|                                                                     |           |                                            |             |                                                                                 |
| 10 mei Vriendschappelijk № 323 «onderlinge duels» 20:00 uur (UTC+1) | Schotland | 0 – 2                                      | Sovjet-Unie | Hampden Park, Glasgow Toeschouwers: 53.497 Scheidsrechter: Lau van Ravens (NED) |
| 10 mei Vriendschappelijk № 323 «onderlinge duels» 20:00 uur (UTC+1) |           | 17' (e.d.) Tommy Gemmell 41' Fyodor Medvid |             | Hampden Park, Glasgow Toeschouwers: 53.497 Scheidsrechter: Lau van Ravens (NED) |

|                                                                     |                   |       |                                     |                                                                                      |
| 16 mei Vriendschappelijk № 324 «onderlinge duels» 16:00 uur (UTC+2) | Israël            | 1 – 2 | Schotland                           | Ramat Ganstadion, Ramat Gan Toeschouwers: 27.000 Scheidsrechter: Moshe Mizrahi (ISR) |
| 16 mei Vriendschappelijk № 324 «onderlinge duels» 16:00 uur (UTC+2) | Giora Spiegel 40' |       | 21' Willie Morgan 83' Alex Ferguson | Ramat Ganstadion, Ramat Gan Toeschouwers: 27.000 Scheidsrechter: Moshe Mizrahi (ISR) |

|                                                                      |           |                   |           |                                                                                 |
| 28 mei Vriendschappelijk № 325 «onderlinge duels» 15:00 uur (UTC+10) | Australië | 0 – 1             | Schotland | Sydney Showground, Sydney Toeschouwers: 34.792 Scheidsrechter: Bill Hosie (AUS) |
| 28 mei Vriendschappelijk № 325 «onderlinge duels» 15:00 uur (UTC+10) |           | 31' Alex Ferguson |           | Sydney Showground, Sydney Toeschouwers: 34.792 Scheidsrechter: Bill Hosie (AUS) |

|                                                   |           |       |                                    |                                                                                |
| 31 mei Vriendschappelijk № 326 «onderlinge duels» | Australië | 1 – 2 | Schotland                          | Norwood Oval, Norwood Toeschouwers: 12.500 Scheidsrechter: Dave Maitland (AUS) |
| 31 mei Vriendschappelijk № 326 «onderlinge duels» | ?         |       | 25' Jim Townsend 68' Willie Morgan | Norwood Oval, Norwood Toeschouwers: 12.500 Scheidsrechter: Dave Maitland (AUS) |

|                                                                      |           |                        |           |                                                                                  |
| 3 juni Vriendschappelijk № 327 «onderlinge duels» 15:00 uur (UTC+10) | Australië | 0 – 2                  | Schotland | Olympic Park, Melbourne Toeschouwers: 22.138 Scheidsrechter: Tony Bosković (AUS) |
| 3 juni Vriendschappelijk № 327 «onderlinge duels» 15:00 uur (UTC+10) |           | 61', 82' Alex Ferguson |           | Olympic Park, Melbourne Toeschouwers: 22.138 Scheidsrechter: Tony Bosković (AUS) |

|                                                                      |        |       |                                         |                                                                                    |
| 13 juni Vriendschappelijk № 328 «onderlinge duels» 19:30 uur (UTC−5) | Canada | 2 – 7 | Schotland                               | Winnipeg Stadium, Winnipeg Toeschouwers: 3.000 Scheidsrechter: Danny McClure (CAN) |
| 13 juni Vriendschappelijk № 328 «onderlinge duels» 19:30 uur (UTC−5) | ?      |       | Joe Harper Bobby Hope 90' Willie Morgan | Winnipeg Stadium, Winnipeg Toeschouwers: 3.000 Scheidsrechter: Danny McClure (CAN) |

| |                   |       |           |                                                                               |
| 21 oktober British Home Championship 1967/68 / EK 1968 kwalificatie № 329 «onderlinge duels» 15:00 uur (UTC+1) | Noord-Ierland     | 1 – 0 | Schotland | Windsor Park, Belfast Toeschouwers: 47.359 Scheidsrechter: James Finney (ENG) |
| 21 oktober British Home Championship 1967/68 / EK 1968 kwalificatie № 329 «onderlinge duels» 15:00 uur (UTC+1) | Dave Clements 67' |       |           | Windsor Park, Belfast Toeschouwers: 47.359 Scheidsrechter: James Finney (ENG) |

| |                                           |       |                                |                                                                               |
| 22 november British Home Championship 1967/68 / EK 1968 kwalificatie № 330 «onderlinge duels» 20:00 uur (UTC) | Schotland                                 | 3 – 2 | Wales                          | Hampden Park, Glasgow Toeschouwers: 57.472 Scheidsrechter: James Finney (ENG) |
| 22 november British Home Championship 1967/68 / EK 1968 kwalificatie № 330 «onderlinge duels» 20:00 uur (UTC) | Alan Gilzean 15', 65' Ronnie McKinnon 78' |       | 18' Ron Davies 55' Alan Durban | Hampden Park, Glasgow Toeschouwers: 57.472 Scheidsrechter: James Finney (ENG) |

### 1968
| |                 |       |                   |                                                                                  |
| 24 februari British Home Championship 1967/68 / EK 1968 kwalificatie № 331 «onderlinge duels» 15:00 uur (UTC) | Schotland       | 1 – 1 | Engeland          | Hampden Park, Glasgow Toeschouwers: 134.461 Scheidsrechter: Lau van Ravens (NED) |
| 24 februari British Home Championship 1967/68 / EK 1968 kwalificatie № 331 «onderlinge duels» 15:00 uur (UTC) | John Hughes 39' |       | 20' Martin Peters | Hampden Park, Glasgow Toeschouwers: 134.461 Scheidsrechter: Lau van Ravens (NED) |

|                                                                     |           |       |           |                                                                                    |
| 30 mei Vriendschappelijk № 332 «onderlinge duels» 20:15 uur (UTC+1) | Nederland | 0 – 0 | Schotland | Olympisch Stadion, Amsterdam Toeschouwers: 19.000 Scheidsrechter: Karl Riegg (FRG) |
| 30 mei Vriendschappelijk № 332 «onderlinge duels» 20:15 uur (UTC+1) |           |       |           | Olympisch Stadion, Amsterdam Toeschouwers: 19.000 Scheidsrechter: Karl Riegg (FRG) |

|                                                                         |            |                  |           |                                                                                             |
| 16 oktober Vriendschappelijk № 333 «onderlinge duels» 19:00 uur (UTC+1) | Denemarken | 0 – 1            | Schotland | Københavns Idrætspark, Kopenhagen Toeschouwers: 11.900 Scheidsrechter: Hasse Carlsson (SWE) |
| 16 oktober Vriendschappelijk № 333 «onderlinge duels» 19:00 uur (UTC+1) |            | 70' Bobby Lennox |           | Københavns Idrætspark, Kopenhagen Toeschouwers: 11.900 Scheidsrechter: Hasse Carlsson (SWE) |

|                                                                            |                                |       |                  |                                                                                |
| 6 november WK 1970 kwalificatie № 334 «onderlinge duels» 20:00 uur (UTC+1) | Schotland                      | 2 – 1 | Oostenrijk       | Hampden Park, Glasgow Toeschouwers: 80.856 Scheidsrechter: Curt Liedberg (SWE) |
| 6 november WK 1970 kwalificatie № 334 «onderlinge duels» 20:00 uur (UTC+1) | Denis Law 8' Billy Bremner 76' |       | 3' August Starek | Hampden Park, Glasgow Toeschouwers: 80.856 Scheidsrechter: Curt Liedberg (SWE) |

|                                                                             |        |                                                             |           |                                                                            |
| 11 december WK 1970 kwalificatie № 335 «onderlinge duels» 14:30 uur (UTC+2) | Cyprus | 0 – 5                                                       | Schotland | GSP-stadion, Nicosia Toeschouwers: 5.895 Scheidsrechter: Paul Bonett (MLT) |
| 11 december WK 1970 kwalificatie № 335 «onderlinge duels» 14:30 uur (UTC+2) |        | 2', 33' Alan Gilzean 23' Bobby Murdoch 41', 43' Colin Stein |           | GSP-stadion, Nicosia Toeschouwers: 5.895 Scheidsrechter: Paul Bonett (MLT) |

### 1969
|                                                                          |                   |       |                 |                                                                                   |
| 16 april WK 1970 kwalificatie № 336 «onderlinge duels» 20:00 uur (UTC+1) | Schotland         | 1 – 1 | West-Duitsland  | Hampden Park, Glasgow Toeschouwers: 95.951 Scheidsrechter: Juan Gardeazábal (ESP) |
| 16 april WK 1970 kwalificatie № 336 «onderlinge duels» 20:00 uur (UTC+1) | Bobby Murdoch 86' |       | 38' Gerd Müller | Hampden Park, Glasgow Toeschouwers: 95.951 Scheidsrechter: Juan Gardeazábal (ESP) |

|                                                                                 |                                      |       |                                                                                       |                                                                                 |
| 3 mei British Home Championship 1969 № 337 «onderlinge duels» 15:00 uur (UTC+1) | Wales                                | 3 – 5 | Schotland                                                                             | The Racecourse, Wrexham Toeschouwers: 18.765 Scheidsrechter: James Finney (ENG) |
| 3 mei British Home Championship 1969 № 337 «onderlinge duels» 15:00 uur (UTC+1) | Ron Davies 29', 57' John Toshack 44' |       | 13' Billy McNeill 16' Colin Stein 55' Alan Gilzean 72' Billy Bremner 87' Tommy McLean | The Racecourse, Wrexham Toeschouwers: 18.765 Scheidsrechter: James Finney (ENG) |

|                                                                                 |                   |       |                 |                                                                            |
| 6 mei British Home Championship 1969 № 338 «onderlinge duels» 20:00 uur (UTC+1) | Schotland         | 1 – 1 | Noord-Ierland   | Hampden Park, Glasgow Toeschouwers: 7.483 Scheidsrechter: Dave Smith (ENG) |
| 6 mei British Home Championship 1969 № 338 «onderlinge duels» 20:00 uur (UTC+1) | Eric McMordie 11' |       | 53' Colin Stein | Hampden Park, Glasgow Toeschouwers: 7.483 Scheidsrechter: Dave Smith (ENG) |

|                                                                                  |                                                    |       |                 |                                                                                  |
| 10 mei British Home Championship 1969 № 339 «onderlinge duels» 19:30 uur (UTC+1) | Engeland                                           | 4 – 1 | Schotland       | Wembley Stadium, Londen Toeschouwers: 89.902 Scheidsrechter: Robert Héliès (FRA) |
| 10 mei British Home Championship 1969 № 339 «onderlinge duels» 19:30 uur (UTC+1) | Martin Peters 16', 64' Geoff Hurst 20', 60' (pen.) |       | 43' Colin Stein | Wembley Stadium, Londen Toeschouwers: 89.902 Scheidsrechter: Robert Héliès (FRA) |

|                                                                        | |       |        |                                                                               |
| 17 mei WK 1970 kwalificatie № 340 «onderlinge duels» 15:00 uur (UTC+1) | Schotland | 8 – 0 | Cyprus | Hampden Park, Glasgow Toeschouwers: 39.095 Scheidsrechter: Peter Coates (IRL) |
| 17 mei WK 1970 kwalificatie № 340 «onderlinge duels» 15:00 uur (UTC+1) | Eddie Gray 16' Billy McNeill 25' Colin Stein 28', 49', 61', 67' Willie Henderson 72' Tommy Gemmell 75' (pen.) |       |        | Hampden Park, Glasgow Toeschouwers: 39.095 Scheidsrechter: Peter Coates (IRL) |

|                                                                           |                |       |                |                                                                                     |
| 21 september Vriendschappelijk № 341 «onderlinge duels» 15:30 uur (UTC+1) | Ierland        | 1 – 1 | Schotland      | Dalymount Park, Dublin Toeschouwers: 27.000 Scheidsrechter: Norman Burtenshaw (ENG) |
| 21 september Vriendschappelijk № 341 «onderlinge duels» 15:30 uur (UTC+1) | Don Givens 27' |       | 8' Colin Stein | Dalymount Park, Dublin Toeschouwers: 27.000 Scheidsrechter: Norman Burtenshaw (ENG) |

|                                                                            |                                                       |       |                                     |                                                                                   |
| 22 oktober WK 1970 kwalificatie № 342 «onderlinge duels» 19:30 uur (UTC+1) | West-Duitsland                                        | 3 – 2 | Schotland                           | Volksparkstadion, Hamburg Toeschouwers: 70.448 Scheidsrechter: Gilbert Droz (SUI) |
| 22 oktober WK 1970 kwalificatie № 342 «onderlinge duels» 19:30 uur (UTC+1) | Klaus Fichtel 38' Gerd Müller 60' Reinhard Libuda 79' |       | 3' Jimmy Johnstone 62' Alan Gilzean | Volksparkstadion, Hamburg Toeschouwers: 70.448 Scheidsrechter: Gilbert Droz (SUI) |

|                                                                            |                      |       |           |                                                                                   |
| 5 november WK 1970 kwalificatie № 343 «onderlinge duels» 19:00 uur (UTC+1) | Oostenrijk           | 2 – 0 | Schotland | Prater-Stadion, Wenen Toeschouwers: 10.091 Scheidsrechter: Karlo Kruashvili (URS) |
| 5 november WK 1970 kwalificatie № 343 «onderlinge duels» 19:00 uur (UTC+1) | Helmut Redl 16', 54' |       |           | Prater-Stadion, Wenen Toeschouwers: 10.091 Scheidsrechter: Karlo Kruashvili (URS) |

UEFA: Albanië · België · Bulgarije · Cyprus · Denemarken · West-Duitsland · Duitse Democratische Republiek · Engeland · Finland · Frankrijk · Griekenland · Hongarije · Ierland · IJsland · Italië · Joegoslavië · Luxemburg · Malta · Nederland · Noord-Ierland · Noorwegen · Oostenrijk · Polen · Portugal · Roemenië · Schotland · Sovjet-Unie · Spanje · Tsjecho-Slowakije · Turkije · Wales · Zweden · Zwitserland

CAF: Madagaskar AFC: Israël

SFA · A-internationals · Selecties · Bondscoaches · Statistieken · Schots vrouwenelftal · Brits olympisch elftal · Schotland U21 · Schotland U20 · Schotland U19 · Schotland U18 · Schotland U17 · Schotland U16 · Vrouwen U17
1872 – 1899 ·
1900 – 1919 ·
1920 – 1929 ·
1930 – 1939 ·
1940 – 1949 ·
1950 – 1959 ·
1960 – 1969 ·
1970 – 1979 ·
1980 – 1989 ·
1990 – 1999 ·
2000 – 2009 ·
2010 – 2019 ·
2020 − 2029
EK's: 1992 ·
1996 ·
2020 ·
2024
WK's: 1954 ·
1958 ·
1974 ·
1978 ·
1982 ·
1986 ·
1990 ·
1998
1872 ·
1873 ·
1874 ·
1875 ·
1876 ·
1877 ·
1878 ·
1878 ·
1879 ·
1880 ·
1881 ·
1882 ·
1883 ·
1884 ·
1885 ·
1886 ·
1887 ·
1888 ·
1889 ·
1890 ·
1891 ·
1892 ·
1893 ·
1894 ·
1895 ·
1896 ·
1897 ·
1898 ·
1899 ·
1900 ·
1901 ·
1902 ·
1903 ·
1904 ·
1905 ·
1906 ·
1907 ·
1908 ·
1909 ·
1910 ·
1911 ·
1912 ·
1913 ·
1914 ·
1915–1919 ·
1920 ·
1921 ·
1922 ·
1923 ·
1924 ·
1925 ·
1926 ·
1927 ·
1928 ·
1929 ·
1930 ·
1931 ·
1932 ·
1933 ·
1934 ·
1935 ·
1936 ·
1937 ·
1938 ·
1939 ·
1940–1945 ·
1946 ·
1947 ·
1948 ·
1949 ·
1950 ·
1951 ·
1952 ·
1953 ·
1954 ·
1955 ·
1956 ·
1957 ·
1958 ·
1959 ·
1960 ·
1960 ·
1961 ·
1962 ·
1963 ·
1964 ·
1965 ·
1966 ·
1967 ·
1968 ·
1969 ·
1970 ·
1971 ·
1972 ·
1973 ·
1974 ·
1975 ·
1976 ·
1977 ·
1978 ·
1979 ·
1980 ·
1981 ·
1982 ·
1983 ·
1984 ·
1985 ·
1986 ·
1987 ·
1988 ·
1989 ·
1990 ·
1991 ·
1992 ·
1993 ·
1994 ·
1995 ·
1996 ·
1997 ·
1998 ·
1999 ·
2000 ·
2001 ·
2002 ·
2003 ·
2004 ·
2005 ·
2006 ·
2007 ·
2008 ·
2009 ·
2010 ·
2011 ·
2012 ·
2013 ·
2014 · 
2015 · 
2016 · 
2017 ·
2018 ·
2019 ·
2020 ·
2021 ·
2022
Albanië ·
Argentinië · 
Armenië ·
Australië ·
België ·
Bosnië en Herzegovina ·
Brazilië ·
Bulgarije ·
Canada ·
Chili ·
Colombia ·
Congo-Kinshasa ·
Costa Rica ·
Cyprus ·
DDR ·
Denemarken ·
Duitsland ·
Ecuador ·
Egypte ·
Engeland ·
Estland ·
Faeröer ·
Finland ·
Frankrijk ·
Georgië ·
Gibraltar · 
GOS ·
Griekenland ·
Hongarije ·
Ierland ·
IJsland ·
Iran ·
Israël ·
Italië ·
Japan ·
Joegoslavië ·
Kazachstan ·
Kroatië ·
Letland ·
Liechtenstein ·
Litouwen ·
Luxemburg ·
Malta ·
Marokko ·
Mexico ·
Moldavië ·
Nederland ·
Nieuw-Zeeland ·
Nigeria · 
Noord-Ierland ·
Noord-Macedonië ·
Noorwegen ·
Oekraïne ·
Oostenrijk ·
Paraguay ·
Peru ·
Polen ·
Portugal ·
Qatar ·
Roemenië ·
Rusland ·
San Marino ·
Saoedi-Arabië ·
Servië ·
Slovenië ·
Slowakije · 
Sovjet-Unie ·
Spanje ·
Trinidad en Tobago · 
Tsjechië ·
Tsjecho-Slowakije ·
Turkije · 
Uruguay ·
Verenigde Staten ·
Wales ·
Wit-Rusland ·
Zuid-Afrika ·
Zuid-Korea ·
Zweden ·
Zwitserland
Engeland (2021) · 
Kroatië (2021) · 
Nieuw-Zeeland (1982) · 
Tsjechië (2021)